# Abū Rāfiʿ
Abū Rāfiʿ (arabisch أبو رافع‎; † 627 in Chaibar) war ein jüdischer Widersacher des Propheten Mohammed. Er wurde mit Billigung Mohammeds ermordet. Sein vollständiger Name lautete Sallam ibn Abi l-Huqaiq / سلام بن أبي الحقيق / Sallām b. Abī l-Ḥuqaiq.

## Stellung
Abu Rafiʿ war Mitglied des Stammes der Banu Nadir und lebte nach der Vertreibung seines Stammes aus Medina in Chaibar, einer Oase 150 km nördlich von Medina. Er war einer der Anführer der Anti-Medina-Koalition (al-ahzāb), die in der Grabenschlacht gegen die Muslime Medinas vorging. Diese Koalition bestand aus Mekkanern, vertriebenen Juden und heidnischen Arabern aus den Wüstengebieten wie die Ghatafan.

## Die Überlieferungen
Verlässliche biographische Daten Abu Rafi's sind nicht bekannt. Insgesamt existieren aber zahlreiche islamische Überlieferungen seiner Ermordung, die sich jedoch in vielen Details unterscheiden. Die frühesten Überlieferungen finden sich in Al-Wāqidīs Maghazi, Māliks al-Muwatta, Abd ar-Razzaqs Musannaf, Ibn Hischāms Sira und im Sahīh al-Buchārī. Diese Überlieferungen gehen auf verschiedene Gewährsleute zurück. Der historische Kern des Geschehens lässt sich anhand Analysen aller Überlieferungen wie folgt umschreiben: Der Prophet sandte einige Männer unter der Führung von Abdallah bin 'Atik aus, um Abu Rafi', der in Chaibar lebte, zu ermorden. Sie verschafften sich Zugang zu seiner Wohnstätte und führten die Tat aus. Beim Abstieg aus der Behausung des Opfers verletzte sich einer der Mörder am Fuß. Und vor ihrer Rückkehr nach Medina vergewisserten sie sich, dass ihr Opfer tatsächlich tot war.

## Planung
Nach der Schlacht von Uhud und der Grabenschlacht wetteiferten die Ansar der medinischen Stämme der Chazradsch und Aus „wie Hengste“ über das weitere Vorgehen. Die Männer der Aus hatten auf Geheiß Mohammeds bereits einige Jahre zuvor Kaʿb ibn al-Aschraf ermordet. Nun waren die Helfer der Banu Chazradsch der Ansicht, ihnen obliege es, einen ebenso gefährlichen Juden ermorden zu müssen, um mit den Aus gleichzuziehen. Nach sorgfältigem Abwägen fiel die Wahl auf Abu Rafiʿ, der den Gesandten Gottes beleidigt hatte. Zuvor holten sie noch die Erlaubnis des Propheten Mohammed ein. Dieser untersagte ihnen allerdings das Töten von Frauen und Kindern. Er beauftragte fünf Männer der Chazradsch: Abdallah bin 'Atik, Mas'ud bin Sinan, Abdallah bin Unais, Abu Qatada al-Harith bin Rib'i und Chaza'i bin Aswad. Mohammed bestimmte Abdallah b. 'Atik zu ihrem Anführer.

## Tathergang
Die Männer reisten nach Chaibar. Ihr Anführer, Abdallah b. 'Atik, war mit dem Clan der Nadir gut vertraut und sprach deren Sprache, eine Mischung aus Hebräisch und Arabisch, fließend. Seine Amme, eine Jüdin, lebte dort. Diese versorgte die Verschwörer mit Nahrung und verschaffte ihnen Informationen über die Festung. Abdallah b. 'Atik täuschte bei einsetzender Dunkelheit den Türhüter der Festung, der ihn für einen Sklaven hielt. Die einsetzende Suche nach einem vermissten Esel erleichterte ihm die List. Er versteckte sich bis zum Einbruch der Nacht in der Festung und verschaffte dann seinen Mitverschwörern Zugang. An der Behausung Abu Rafi's öffnete ihnen die Ehefrau des Opfers. Die Mörder verschafften sich mit der Ausrede, sie seien Beduinen auf der Suche nach Getreide Zutritt. Als die Frau sah, dass die Männer bewaffnet waren, schrie sie, wurde aber Eingedenk des Verbotes, Frauen zu töten, verschont. Abu Rafi' wurde in der Dunkelheit erstochen. Nach der Tat flohen die Männer und versteckten sich in einem Bewässerungsgraben. Einer kehrte um, mischte sich unter die Menge und vergewisserte sich, dass Abu Rafi' seinen Verletzungen erlegen war. Zurück in Medina eilten die Verschwörer zu Mohammed. Wegen der Finsternis zur Tatzeit entbrannte laut Prophetenbiographie von Ibn Ishaq Streit darüber, wem die Ehre gebühre, den tödlichen Streich geführt zu haben. Mohammed verlangte ihre Schwerter zu sehen. Nachdem er einen Blick auf das Schwert Abdallah b. Unais' geworfen hatte, entschied er:
Dieses tötete ihn. Ich kann noch Essensreste darauf erkennen.
In einer Überlieferungsvariante in Buchārīs al-dschami' as-sahih wird Abdallah b. 'Atik als Mörder genannt. Bei der anschließenden Flucht stürzte er, brach sich – je nach Variante – den Unterschenkel oder verdrehte sich den Fuß. Die Verletzung wurde später in Medina durch Handauflegen des Propheten geheilt. Nach al-Wāqidī verletzte sich hingegen Abu Qatada am Fuß. Er hatte seinen Bogen vergessen, kehrte um und zog sich dann die Verletzung zu.
Der Hofdichter Hassan ibn Thabit verfasste daraufhin ein Lied auf die Tat. Darin bezeichnete er die Mörder von Kaʿb ibn al-Aschraf und Abu Rafi' als Löwen, „die den Sieg des Propheten anstreben“.